# Tai Shan
Der Tài Shān (chinesisch 泰山, Pinyin Tài Shān) ist ein Berg in der Volksrepublik China. Er befindet sich nördlich der Stadt Tai’an in der Provinz Shandong. Der Tài Shān ist einer der fünf heiligen Berge des Daoismus.

## Bedeutung
Mit einer Höhe von 1545 Metern ist der Tài Shān keineswegs der höchste, wohl aber der berühmteste von den fünf heiligen Bergen des Daoismus. Im alten chinesischen Weltbild, das das Reich der Mitte als Quadrat betrachtete, verkörpert der Taishan den östlichen Eckberg. Seit 1987 gehört der Berg zum Weltkulturerbe der UNESCO.
Im Alten China galt er als höchster Berg der Erde, seit über 2000 Jahren kamen die Herrscher Chinas hierher, um Himmel und Erde zu opfern. Allerdings bestiegen insgesamt nur sechs chinesische Kaiser den Berg.

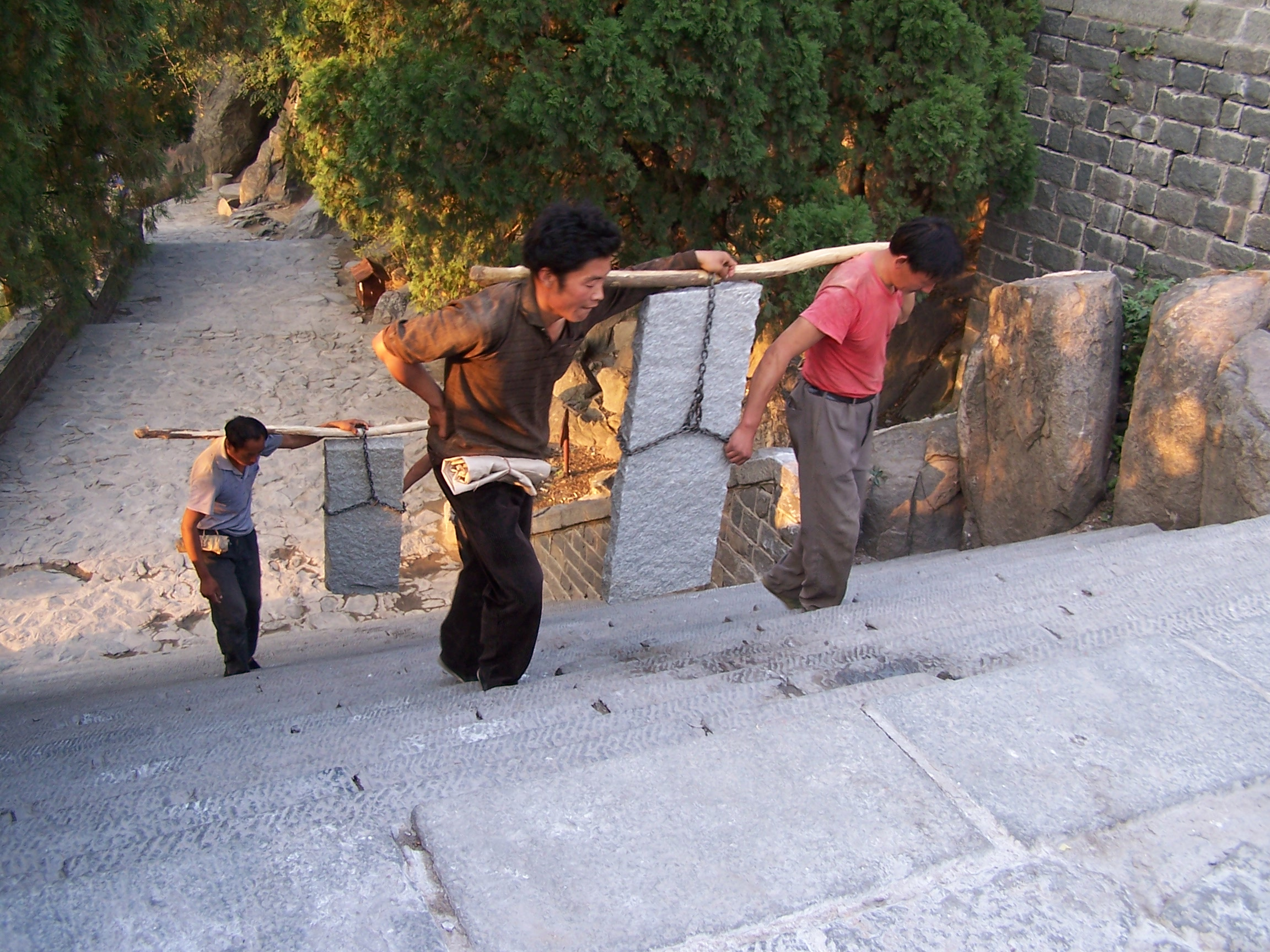
Lastenträger auf dem Tai Shan

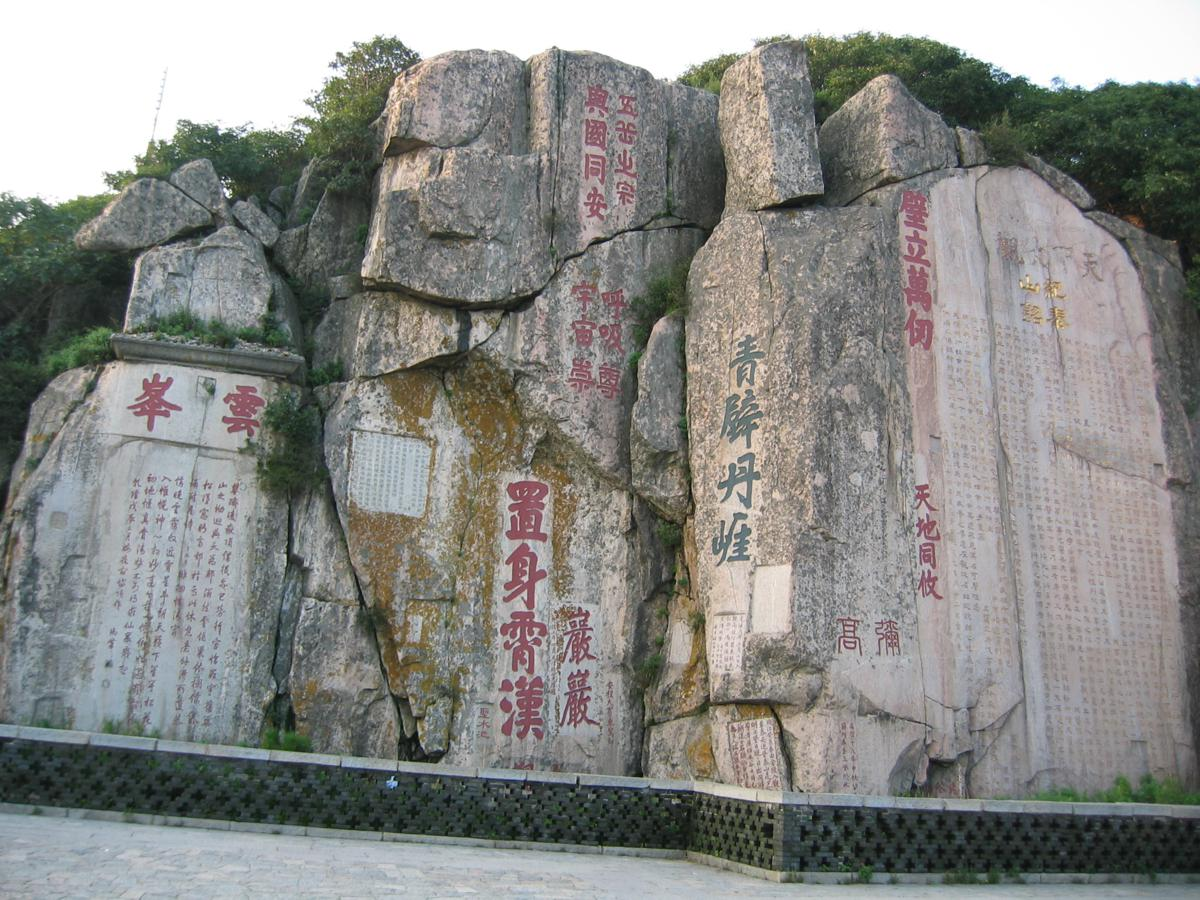
Inschriften auf dem Tai Shan

Um den Gipfel dieses Berges zu erreichen, gibt es die Möglichkeit, zu Fuß zu gehen, denn auf den Berg führt eine 9 km lange Treppe mit insgesamt 6293 Stufen, mit welcher der Höhenunterschied von 1350 m überwunden werden kann. Beim Aufstieg kommt man an zahlreichen Toren, Hallen und Palästen vorbei. Jeder Treppenabschnitt zwischen zwei jeweiligen Toren oder Pavillons hat eine eigene Bezeichnung. Im Jahr 2003 bestiegen ca. 6 Mio. Touristen den Berg, 2023 verzeichnete das Mount-Tai-Naturschutzgebiet über 8,61 Millionen Besucher. Damit gilt der Tai Shan als einer der meistbestiegenen Berge der Welt.
Neben dem Weg führt eine Seilbahn die Besucher fast direkt auf den Gipfel des Tai Shan. Dort befinden sich mehrere Gaststätten und Tempel. Das bedeutendste Gebäude dabei ist der Tempel des Jadekaisers (Yù Dì oder Yù Huáng) am Jadekaiser-Gipfel.

## Rezeption

### Sprichwörter
Die Bedeutung des Tai Shans schlägt sich in verschiedenen Sprichwörtern nieder:
- 人心齐，泰山移. Rénxīn qí, Tàishān yí. – Sind sich alle einig, lässt sich sogar der Tai Shan bewegen. (~ Einigkeit macht stark.)
- 登泰山而小天下. Dēng Tài shān ér xiǎo tiānxià. – Steigt man auf den Tai-Shan, weiß man, wie klein die Welt ist.
- 泰山北斗 Tàishān Běidǒu – (So mächtig wie der) Tai-Berg, (so glänzend wie der) Große Wagen

### Musik
Die kanadische Rockband Rush widmete dem Berg das Lied Tai Shan auf dem 1987 veröffentlichten Album Hold Your Fire.